# Ioan Pop (deputat)
Ioan Pop (n. 14 martie 1952) este un fost deputat român în legislatura 1992-1996, ales în județul Satu-Mare pe listele partidului PUNR.